# Moreirense Futebol Clube
El Moreirense Futebol Clube es un club de fútbol portugués con sede en Moreira de Cónegos, villa del municipio de Guimarães. Fundado en el año 1938, juega en la Primeira Liga, la primera categoría del Fútbol en Portugal.

## Historia
El Moreirense fue fundado el 1 de noviembre de 1938 como equipo representativo de la freguesia de Moreira de Cónegos, en la ciudad de Guimarães. Dada la predominancia del equipo local, el Vitória Sport Clube, el ámbito del Moreirense se limitó durante décadas a los torneos de la Asociación de Fútbol de Braga. Sin embargo, a partir de los años 1980 incursionó en categorías regionales y en 1985/86 debutó en Segunda.
La historia del Moreirense cambió por completo con la llegada en el 2000 del entrenador Manuel Machado. Desde el tercer nivel del fútbol luso, los verdiblancos encadenaron dos ascensos consecutivos hasta llegar a la Primera División en 2002/03, manteniéndose allí durante tres ediciones. No obstante, Machado dejaría el banquillo en 2004 y la entidad no supo reaccionar: después de un último puesto en 2004/05, al año siguiente bajaron otra vez al Campeonato Nacional.
A pesar de todo, el Moreirense regresaría al sistema profesional bajo las órdenes de Jorge Casquilha, técnico entre 2009 y 2013. De vuelta a Primeira Liga en la temporada 2012/13 con un penúltimo lugar, el conjunto se repuso con el campeonato de Segunda 2013/14 y desde entonces permanece en la máxima categoría.
En la temporada 2016/17 obtuvo el primer título de su historia, la Copa de la Liga de Portugal, tras vencer en la final al S.C. Braga por 0-1.

## Palmarés
- Copa de la Liga de Portugal (1): 2016-17
- Segunda División de Portugal (3): 2001-02, 2013-14, 2022-23
- Segunda División B de Portugal (2): 1994-95, 2000-01
- Segunda División de Braga (1): 1942–43